# Vanessa James
Vanessa James (Scarborough, 27 september 1987) is een in Canada geboren Frans voormalig kunstschaatsster. James nam met twee partners deel aan drie edities van de Olympische Winterspelen: Vancouver 2010 (met Yannick Bonheur), Sotsji 2014 en Pyeongchang 2018 (met Morgan Ciprès). In 2019 werden James en Ciprès Europees kampioen.

## Biografie

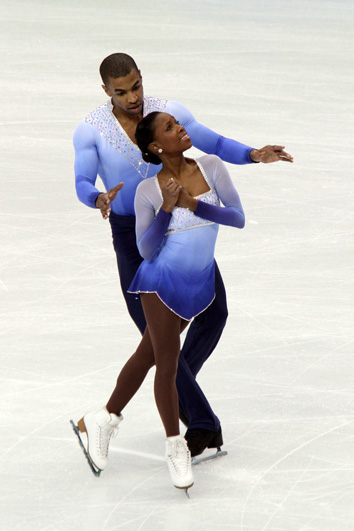
James en Yannick Bonheur (2010)

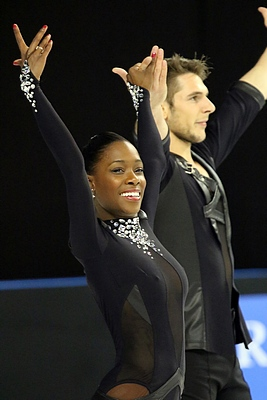
James en Morgan Ciprès (2015)

James werd geboren in Canada en woonde tot haar tiende in haar vaders geboorteland, Bermuda. Hierna verhuisde het gezin naar de Verenigde Staten, waar ze tot 2007 op een verblijfsvergunning verbleven. Vervolgens ging James in Parijs, Frankrijk, wonen. Via haar vader heeft ze de Britse nationaliteit; in 2009 verkreeg ze een Frans paspoort. Haar tweelingzus Melyssa is ook actief als kunstschaatsster.
Zij en haar zus begonnen in 1998 met kunstschaatsen, nadat ze de kunstschaatswedstrijden op de Olympische Winterspelen in Nagano hadden gevolgd. Vanessa begon als soloschaatsster en kwam in de Verenigde Staten uit voor de Washington Figure Skating Club. Van 2005 tot en met 2007 vertegenwoordigde ze het Verenigd Koninkrijk bij kunstschaatswedstrijden. Ze werd in 2006 Brits kampioen en veroverde een jaar later de zilveren medaille. Op het WK junioren 2007 eindigde ze als 27e.
Eind 2007 maakte ze de overstap naar het paarrijden. Ze schaatste kort met Hamish Gaman. Na een driedaagse repetitie ging James in december 2007 een samenwerking aan met de Fransman Yannick Bonheur en verhuisde naar Frankrijk. Ze kwam via een ontmoetingssite voor kunstschaatsers met hem in contact. In 2008 gingen de twee aan wedstrijden meedoen. Hun beste prestaties waren een zevende plaats op de EK 2010 en een twaalfde plaats op de WK (2009, 2010). Als eerste zwarte kunstschaatspaar werden James en Bonheur afgevaardigd naar de Olympische Winterspelen. In Vancouver werden ze veertiende bij de paren. Vlak erna beëindigden ze de samenwerking. Een poging om James te koppelen aan Maximin Coia mislukte.
In september 2010 ging ze evenwel schaatsen met Morgan Ciprès. James en Ciprès werden vijfmaal op rij Frans kampioen, in 2019 aangevuld met de zesde titel. Na als zesde, vijfde en vierde te zijn geëindigd op de Europese kampioenschappen, belandden ze in 2017 op het podium: ze veroverden de bronzen medaille. Na de vierde plaats in 2018 werd in 2019 de titel behaald. Dit was de tweede Franse titel in het paarrijden, Andrée Brunet / Pierre Brunet gingen hun in 1932 voor. Op de WK was de achtste plek in 2013 en in 2017 de beste prestatie totdat ze in 2018 het brons veroverden. Ze vertegenwoordigden Frankrijk in 2014 en 2018 op de Olympische Winterspelen.
In september 2020 maakten James en Ciprès bekend hun sportieve carrière te hebben beëindigd.

## Belangrijke resultaten
2008-2010 met Yannick Bonheur, 2010-2020 met Morgan Ciprès (voor Frankrijk uitkomend)
| Olympische Spelen       |     |         |        | 14e  |        |      | 10e 6e (team) |      |      |       | 5e 10e (team) |      |
| Wereldkampioenschap     |     |         | 12e    | 12e  | 16e    | 8e   | 10e           | 9e   | 10e  | 8e    | Brons         | 5e   |
| Europees kampioenschap  |     |         | 10e    | 7e   | 6e     | 4e   | 5e            | 5e   | 4e   | Brons | 4e            | Goud |
| Grand Prix-finale       |     |         |        |      |        |      |               |      |      |       |               | Goud |
| Nationaal kampioenschap | (*) | (*)     | t.z.t. | Goud | Zilver | Goud | Goud          | Goud | Goud | Goud  | t.z.t.        | Goud |
| WK junioren             |     | 27e (*) |        |      |        |      |               |      |      |       |               |      |

(*) = als soloschaatsster, voor het Verenigd Koninkrijk
t.z.t. = trokken zich terug